# Kärlekslotteriet
Kärlekslotteriet (engelska: The Love Lottery) är en brittisk Ealingkomedi från 1954, inspelad i Ealing Studios och i regi av Charles Crichton.

## Handling
Efter att en Hollywoodstjärna blivit lurad av ett spelsyndikat, tvingas han erbjuda sig själv som förstapris i ett internationellt lotteri.

## Rollista i urval
- David Niven - Rex Allerton
- Peggy Cummins - Sally
- Anne Vernon - Jane Dubois
- Herbert Lom - André Amico
- Charles Victor - Jennings
- Gordon Jackson - Ralph
- Felix Aylmer - Winant
- Theodore Bikel - Parsimonious
- Hattie Jacques - kammarjungfru
- Michael Craig - kameraassistent
- Humphrey Bogart - som sig själv